# Lesina, Apulien
Lesina är en ort och kommun i provinsen Foggia i regionen Apulien i Italien. Kommunen hade 6 347 invånare (2017).